# 1-а Всесвітня конвенція наукової фантастики
Перша Всесвітня конвенція наукової фантастики (Волдкон) відбулася 2–4 липня 1939 року в Караван-холлі в Нью-Йорку, Сполучені Штати разом із Всесвітньою виставкою в Нью-Йорку, яка проходила під назвою «Світ завтрашнього дня»". Пізніше Форест Дж. Екермен отримав заднім числом назву «NyCon I».
З'їзд очолив Сем Московіц. Крім Московіца, іншими організаторами були Джеймс В. Тауразі-старший та Вілл Сікора.

## Учасники
Учасників було близько 200.

### Почесні гості
Почесним гостем на першому Волдкон був Френк Р. Пол.

### Інші відомі учасники
Також були присутні Джон В. Кемпбелл-молодший, Айзек Азімов, Л. Спреґ де Кемп, Рей Бредбері, Ханнес Бок, Мілтон А. Ротмен, Джон Д. Кларк, Джек Вільямсон і Гаррі Гаррісон .

### Суперечка
На додаток до своєї новаторської ролі як першого такого з’їзду, з’їзд заслуговує на увагу тим, що голова з’їзду Сем Московіц виключив низку політизованих футуріанців; були виключені Дональд Воллгайм, Фредерік Пол, Джон Мішель, Роберт А. В. Лаундс, Сиріл М. Корнблас та Джек Ґіллеспі, подія, відома історикам фанатського рухуяк «Великий закон про виключення».
Згідно з Полом у його автобіографії «Яким було майбутнє» (англ. «The Way the Future Was»), футуріанці провели власний контрконгрес, на якому були присутні кілька тих, хто відвідав регулярний конгрес. Він також применшив політичний аспект, сам вважаючи, що це був особистий конфлікт між організаторами конгресу та футуріанцями, і сказав: «Ми майже досягли цього», продовжуючи: «Те, що ми, футуріанці, дуже ясно дали решті Нью-Йоркського Фандому було те, що ми думали, що ми кращі за них. Чомусь це їх дратувало».

## Програма заходів та події
Акерман і його дівчина та колега, редактор фензину Міртл Р. Даглас (Мороджо) відвідали з’їзд у «футуристичних костюмах», розроблених і пошитих Дагласом: це вважається попередником сучасного фанатського костюма (який відомий як «косплей»).
У 1994 році Міжнародна гільдія костюмерів (англ. International Costumers' Guild, ICG) вручила Еккермену спеціальну нагороду, визнаючи його «батьком конвенційного костюмування» на 52-й Всесвітній 52-й Всесвітній конгрес. Conadian. У 2016 році ICG визнала Мороджо «Матір’ю конференц-костюмів» за допомогою відеопрезентації нагороди на MidAmeriCon II, 74-й Всесвітній конгрес.

## Нагороди

### Премія Ретро-Х'юго за 1939-й рік
Премії Х'юго не вручалися, оскільки перші були вручені в 1953 році. Однак у 2014 році на 72-й Всесвітній конвенції наукової фантастики, що відбулася в Лондоні, було вручено ряд премії Ретро-Х'юго, щоб відзначити роботу, яка мала б право на премію Х’юго, якби ця нагорода існувала в 1939 році:
- Найкращий роман: «Меч у камені» Т. Г. Вайта
- Найкраща повість: «Хто там йде?» Джона В. Кемпбелла (як «Дон А. Стюарт»)
- Найкраща коротка повість: «Правило 18» Кліффорда Д. Сімака
- Найкраще оповідання: «Як ми побували на Марсі» Артура Ч. Кларка
- Найкраща драматична презентація: «Війна світів» Герберта Веллса, написана для радіо Говардом Е. Кохом і Енн Фролік, режисер Орсон Велл (The Mercury Theatre on the Air / CBS)
- Найкращий професійний редактор: Джон В. Кемпбелл-молодший
- Найкращий професійний митець: Вьорджил Фінлі
- Найкращий фанзин : Уява! , під редакцією Форреста Дж. Еккермана, Міртл Ребекки «Мороджо» Даґласа та Т. Брюса Єрка
- Кращий письменник-фан : Рей Бредбері
- Нагорода спеціального комітету: Джеррі Сігел і Джо Шустер, творці Супермена

## Дивись також
- Всесвітнє товариство наукової фантастики